# Прохорова, Мария Сергеевна
Прохорова Мария Сергеевна (род. 3 апреля 1990) — российская спортсменка по тайскому боксу и кикбоксингу, а также тренер. Кандидат в мастера спорта России по кикбоксингу, кандидат в мастера спорта по тайскому боксу. Многократный чемпион Свердловской области по кикбоксингу и тайскому боксу, неоднократная Чемпионка Уральского федерального округа по кикбоксингу в разделе К-1, Чемпион Урало-приволжской зоны России по тайскому боксу. Многократная Чемпионка Кубка Урала по кикбоксингу в разделе К-1

## Биография
Мария Прохорова была известна своей мягкой и спокойной натурой в детстве. Родители пытались заинтересовать её музыкой, но она не проявляла к ней особого интереса. Вместо этого, она занималась танцами и была очень тихой девочкой. Спорт тоже не был её страстью, и она никогда не проявляла интереса к нему. Однако, когда наступил переходный возраст, Мария решила, что ей необходимо самоутвердиться, и начала искать новые увлечения
В 15 лет она поступила в музыкальную школу на класс саксофона и начала играть в баскетбол. Во время учёбы в педагогическом университете она продолжала заниматься музыкой и баскетболом, выступая за сборную университета. После окончания вуза Мария работала учителем музыки в общеобразовательной школе, где организовывала концерты и имела свой ансамбль
Однако, когда Мария переехала в Москву, возможности заниматься баскетболом не стало. В поисках нового увлечения, она начала заниматься тайским боксом. Этот вид спорта полностью погрузил её в себя, и Мария решила посвятить всю свою жизнь боксу. Она оставила работу учителя музыки и начала тренироваться на полную мощность.
Сегодня Мария Прохорова является профессиональным тайским боксером и тренером. Она проводит тренировки и вывозит подопечных на соревнования по всей России.

## Образование
2007—2011 г. — Уральский государственный педагогический университет, факультет «Музыкального и художественного образования», специальность «Музыкально-компьютерные технологии», бакалавр художественного образования.
2011—2013 г. — Уральский государственный педагогический университет, факультет «Музыкального и художественного образования», специальность «Музыкально-компьютерные технологии», магистр педагогического образования.
2021—2022 г. — Уральский государственный университет физической культуры. Профессиональная переподготовка «Спортивная подготовка по виду спорта», квалификация «Тренер по группе видов спорта (единоборства), преподаватель».

## Карьера
Кандидат в мастера спорта по кикбоксингу и тайскому боксу. Многократный чемпион Свердловской области по кикбоксингу и тайскому боксу, неоднократная чемпионка Уральского федерального округа по кикбоксингу в разделе К-1, чемпионка Урало-приволжской зоны России по тайскому боксу, многократная чемпионка Кубка Урала по кикбоксингу в разделе К-1.
- Бронзовый призёр Всероссийских соревнований по тайскому боксу 2014 года в г. Екатеринбург.
- Бронзовый призёр Кубка России 2016 года в г. Ижевск.
- Победитель профессионального турнира по кикбоксингу «Fair fight» 2017 года.
- Серебряный призёр Кубка России по кикбоксингу в разделе К-1 2019 года, г. Красноярск.
- Бронзовый призёр Чемпионата России по кикбоксингу в разделе фулл-контакт с лоу киком, 2020 года, г. Ульяновск.
- Серебряный призёр Всероссийских соревнований по кикбоксингу в разделе К-1 «Moscow Open» 2020 года, Московская область.